# Rodrigo Vargas Castillo
Rodrigo Vargas (Santa Cruz de la Sierra, 1994. október 19. –) bolíviai labdarúgó, az Oriente Petrolero csatára.